# Pablo Franco Martín
Pablo Franco Martín (Madrid, España, 11 de junio de 1980) es un entrenador de fútbol español que actualmente está libre.

## Trayectoria
Es licenciado en Educación Física por el INEF de Madrid, con un máster en preparación física, y cuenta con gran experiencia tras haber sido segundo entrenador del CF Fuenlabrada en diversas etapas, la última de ellas, coincidiendo con el ascenso a Segunda B del Fuenlabrada en la temporada 2011/2012. Antes fue segundo entrenador del C.D. Santa Eugenia y C.D. Móstoles en 1ª Preferente y Tercera División respectivamente, así como del equipo de Fútbol Base perteneciente al Tres Cantos Pegaso SAD, donde coincidió con grandes jugadores como Jaime García o Fernando Martínez, actualmente en Italia. Dos promesas del fútbol español que por diferentes motivos no pudieron triunfar.
En la temporada 2012/13 fue uno de los entrenadores revelación del Grupo XVIII de la 3ª División Nacional donde dirigió al CD Illescas, aunque también realiza trabajos de entrenador en la Fundación Real Madrid y participa como profesor en la formación de los nuevos entrenadores durante varios años.
En la temporada 2013/14 entrenó al CD Puertollano, al que ascendió a Segunda División B después de lograr varios récords de Tercera División; y en la temporada siguiente, se convertiría en entrenador del Getafe Club de Fútbol "B". 
A mitad de temporada, en marzo de 2015, tras la marcha de Quique Sánchez Flores y dado el buen juego desplegado en el Getafe "B", es promocionado del filial azulón al primer equipo para dirigir al Getafe Club de Fútbol en Primera División. Pocas semanas más tarde, tras una balsámica victoria ante el Córdoba (1-2), sería ratificado como primer entrenador hasta final de temporada; contando, además, con el exjugador getafense Javier Casquero como segundo entrenador. Aunque logró la permanencia en la penúltima jornada, el club decidió prescindir de él.
En marzo de 2016, se convierte en el nuevo entrenador del Saburtalo de Tblisi de la Umaglesi Liga (la Primera División de Georgia).
En 2017, llega al fútbol chino para ejercer de asistente en el Beijing BG chino.
Durante julio a noviembre de 2018, trabajó en el Real Madrid como analista de Julen Lopetegui.
En 2019 se convierte en entrenador del Al-Qadsia SC de la Liga Premier de Kuwait.
El 8 de noviembre de 2021, firma por el Simba Sports Club de la Liga tanzana de fútbol.

## Clubes

### Como entrenador
| Club                                        | País     | Año       |
| ------------------------------------------- | -------- | --------- |
| Móstoles CF (2º entrenador)                 | España   | 2008-2009 |
| CF Fuenlabrada (2º entrenador)              | España   | 2009-2010 |
| CD Santa Eugenia                            | España   | 2010-2012 |
| CD Illescas                                 | España   | 2012-2013 |
| CD Puertollano                              | España   | 2013-2014 |
| Getafe Club de Fútbol "B"                   | España   | 2014-2015 |
| Getafe Club de Fútbol                       | España   | 2015      |
| FC Saburtalo Tbilisi                        | Georgia  | 2016-2017 |
| Beijing Sport University FC (2º entrenador) | China    | 2017      |
| Real Madrid (Analista)                      | España   | 2018      |
| Al-Qadsia SC                                | Kuwait   | 2019-2021 |
| Simba Sports Club                           | Tanzania | 2021-2022 |